# Stelling van Myers
De stelling van Myers (ook wel de stelling van Bonnet-Myers) is een klassieke stelling uit de riemann-meetkunde. De sterke vorm werd bewezen door Summer Myers. De stelling stelt dat als de Ricci-kromming van een volledige riemann-variëteit {\displaystyle M} van onderaf wordt begrensd door {\displaystyle (n-1)k>0}, dat haar diameter dan ten hoogste {\displaystyle \pi /{\sqrt {k}}} kan zijn. De zwakkere vorm, die te danken is aan Pierre Ossian Bonnet, komt tot dezelfde conclusie maar onder de sterkere aanname dat de sectiekromming van onderen wordt begrensd door {\displaystyle k}.